# 3 (The X-Files)
«3» es el séptimo episodio de la segunda temporada de la serie de televisión estadounidense de ciencia ficción The X-Files. Emitido por primera vez en la cadena Fox el 4 de noviembre de 1994, el episodio fue escrito por Glen Morgan, James Wong y Chris Ruppenthal, dirigido por David Nutter, y contó con apariciones especiales de Perrey Reeves y Malcolm Stewart. El episodio es una historia del «monstruo de la semana», sin relación con la mitología más amplia de la serie. A raíz de la abducción de Dana Scully en el episodio anterior, «Ascension», «3» fue el primer episodio de The X-Files que no contó con la estrella de la serie Gillian Anderson. El episodio obtuvo una audiencia de 9 millones de hogares durante su primera transmisión y recibió opiniones mixtas tanto de los críticos como del elenco y el equipo del programa.
El programa se centra en los agentes especiales del FBI Fox Mulder (David Duchovny) y Dana Scully (Gillian Anderson) que trabajan en casos relacionados con lo paranormal, llamados expedientes X. Mulder es un creyente en lo paranormal, mientras que la escéptica Scully fue asignada para desacreditar su trabajo. En el episodio, Mulder es llevado a investigar una serie de asesinatos rituales en Los Ángeles, que primero cree que fueron obra de un culto. Sin embargo, resulta que los perpetradores son un grupo de vampiros.

## Argumento
En Hollywood Hills, Los Ángeles, Garrett Lorre, un hombre de negocios de mediana edad, se embarca en una aventura de una noche con una mujer anónima que conoció en una fiesta de empresa. Sin embargo, cuando están teniendo sexo en su bañera de hidromasaje, la mujer muerde a Lorre bebiendo su sangre. Otros dos hombres se unen a la mujer, ayudándola a matar a Lorre apuñalándolo repetidamente con agujas hipodérmicas.
Al día siguiente, antes de partir hacia Los Ángeles, Fox Mulder guarda la placa del FBI de la desaparecida Dana Scully en la carpeta de un expediente X con su nombre. En la escena del crimen, Mulder se encuentra con los detectives de la policía de Los Ángeles que investigan el caso, explicando que el asesinato de Lorre es el último de una serie de asesinatos en serie aparentemente vampíricos que se han extendido a otros dos estados. Debido a que los asesinos escriben pasajes bíblicos con la sangre de las víctimas, Mulder cree que se ven a sí mismos como una «trinidad impía».
Mulder visita un banco de sangre local donde un vigilante nocturno ha sido contratado recientemente. Mulder lo arresta después de que lo sorprenden bebiendo sangre en el almacén de la instalación. Durante su interrogatorio, el sospechoso le dice a Mulder que él pertenece a un trío de vampiros que desean la inmortalidad; él es conocido como «el hijo», mientras que los otros dos, un hombre y una mujer, son llamados «el padre» y «el espíritu impío». Mulder no cree las afirmaciones de «el hijo». Sin embargo, al amanecer, «el hijo» es quemado hasta la muerte cuando la luz del sol desde la ventana toca su carne. Mulder está desconcertado, ya que había supuesto que los vampiros eran puramente mitológicos.
Durante el examen del cuerpo de «el hijo», Mulder descubre un tatuaje del Club Tepes, un club local de vampiros. Allí, se encuentra con una joven llamada Kristen Kilar que participa en el consumo de sangre. Mulder, teniendo sus sospechas, sigue a Kristen después de que ella y otro patrón del club, David Yung, van a una relación erótica; inicialmente teme que Kristen esté apuntando a Yung, pero es golpeado por Yung cuando atrapa al agente que los espía. Después de que Mulder se va, Yung es asesinado por los tres asesinos, aunque se desconoce el motivo.
Mulder realiza una verificación de antecedentes de Kristen, descubriendo que anteriormente vivió en Memphis y Portland, ambas, ubicaciones de asesinatos anteriores. Mulder ayuda al departamento de policía de Los Ángeles a registrar la casa de Kristen, donde encuentra varios objetos relacionados con la sangre. Cuando Kristen llega más tarde, Mulder la está esperando. Kristen le dice a Mulder que conoció a «el hijo» en Chicago y que se habían involucrado en «juegos de sangre» juntos. Más tarde, Kristen huyó de «el hijo» mientras formaba la Santísima Trinidad con sus cómplices y comenzó su matanza, siguiéndola a través del país. Mulder y Kristen pronto se besan mientras «el hijo», que regresó de entre los muertos, observa. A la mañana siguiente, «el hijo» se enfrenta a Kristen y le dice que al matar a Mulder y beber la sangre de un «creyente», se convertirá en uno de ellos.
Kristen se acerca a Mulder con un cuchillo pero en cambio apuñala «al padre», que se esconde en el dormitorio. «el hijo» ataca a Mulder pero es sometido. Mulder y Kristen intentan escapar usando un automóvil estacionado en el garaje, pero «el espíritu impío» salta al capó del automóvil y ataca a Mulder después de romper el parabrisas. Kristen salta al asiento del conductor y se clava en ella, empalándola en una estaca de madera de la pared. Kristen engaña a Mulder para que corra afuera de la casa mientras ella entra y vierte gasolina alrededor de ella y de «el hijo». Kristen enciende un fósforo, volando la casa y quitándose la vida para matar a los otros vampiros. Los bomberos y la policía encuentran cuatro cuerpos en los restos mientras Mulder mira el collar con forma de cruz de Scully.

## Producción
Originalmente se suponía que Howard Gordon escribiría el séptimo episodio de la temporada, pero cuando dejó de estar disponible, Glen Morgan y James Wong, que estaban trabajando en la escritura del octavo episodio de la temporada, acordaron reescribir un guion independiente proporcionado por Chris Ruppenthal. Los escritores tuvieron que hacer ediciones importantes, pero conservaron la trama principal que rodeaba a tres vampiros.
El club Tepes, llamado así por el príncipe Vlad Tepes, quien fue la inspiración de Drácula, recibió una toma dentro de un club nocturno cerrado y redecorado, con extras reclutados de otros clubes de Vancouver. La ubicación de la casa de Kristen era la mansión del jugador de hockey Pavel Bure, entonces el nombre principal de los Vancouver Canucks. Los productores tenían un acuerdo para la filmación tardía de todos menos uno de los vecinos de Bure, que estuvo ausente durante la petición. Posteriormente, dicho vecino intentó demandar a Fox, y solo acordó dejar que la producción continuara después de recibir una indemnización.
Perrey Reeves, quien interpretó a Kristen, era la novia en la vida real de David Duchovny en ese momento. Hablando del posible encuentro sexual de Mulder con Kristen, el creador de la serie Chris Carter dijo: «Pensé: “Este tipo es un monje. Dejémoslo ser un humano. Especialmente en ausencia de [Scully], parecía una oportunidad perfecta para hacerlo”». Duchovny había actuado previamente junto a otra novia de la vida real, Maggie Wheeler, en el episodio de la primera temporada «Born Again». Gillian Anderson está ausente en el episodio porque estaba de permiso para dar a luz a su hija Piper en ese momento. Este episodio fue el primero en el que Scully no apareció.

## Recepción
«3» se estrenó en la cadena Fox el 4 de noviembre de 1994. Este episodio obtuvo una calificación Nielsen de 9,4, con una participación de 16, lo que significa que aproximadamente el 9,4 por ciento de todos los hogares equipados con televisión y el 16 por ciento de los hogares que miran televisión, sintonizaron el episodio. Fue visto por 9 millones de hogares.

### Reseñas

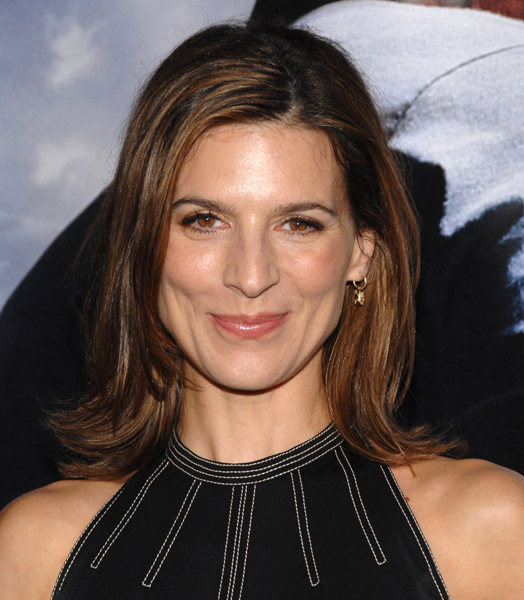
Las escenas románticas entre David Duchovny y su novia, en ese momento, Perrey Reeves (en la imagen) fueron muy criticadas.

«3» recibió opiniones mixtas de los críticos. Sarah Stegall, en The Munchkyn Zone, le dio al episodio una calificación de 5 sobre 5. Stegall se refirió a ella como una «historia convincente» con «excelentes efectos especiales». Ella elogió la actuación de Duchovny, diciendo que él está «definitivamente en la cima de su forma en este episodio». Mientras escribía sobre programas de televisión relacionados con vampiros para Metacritic, Zeenat Burns describió el episodio como «miserable». Entertainment Weekly le dio al episodio una C, criticando el hecho de que no exploró lo suficiente la «premisa prometedora» de la ausencia de Scully. El crítico Zack Handlen de The A.V. Club también consideró que sin dicha premisa «merecen [de] algo mejor que ser ruido de fondo para un suspenso erótico en números». Handlen describió el «tedioso romance» de Mulder y Kristen como «todo tipo de errores», y sintió que el episodio se entregó a una «escritura perezosa» sobre el tema sobreexplotado de los vampiros que resultó en «un diálogo terrible e intentos de mano dura de estado de ánimo». Aún elogió la actuación de David Duchovny y sintió que los primeros veinte minutos fueron «basura soportable» con un «ambiente serio de USA Up All Night».
El coguionista Glen Morgan sintió que hacer un episodio sobre vampiros fue un error y dijo que también fueron criticados por hacer que Mulder se enamorara de Kristen. El coguionista James Wong también se sintió decepcionado, diciendo que el guion era mucho mejor que el programa y que el episodio se debilitó cuando los censores de Fox tuvieron problemas con el episodio. El actor David Duchovny pensó que el episodio tenía estilo, pero sufrió algunos fallos de lógica, incluida la escena en la que Kristen afeita a Mulder antes de que los dos se besen.